# Château de Charencey
Le château de Charencey est un château fort du Moyen Âge dont les vestiges se dressent sur la commune française de Chenecey-Buillon dans le département du Doubs et la région Bourgogne-Franche-Comté.
Le bourg de Chenecey s'appelait initialement Charencey et était situé à proximité du hameau actuel des Granges Mathieu.
Les ruines du château font l'objet d'une inscription au titre des monuments historiques depuis le 8 avril 1991. 

## Situation
Le château est situé sur un éperon rocheux orienté vers l'est, en rive gauche de la Loue qu'il surplombe de plus de 120 m. 

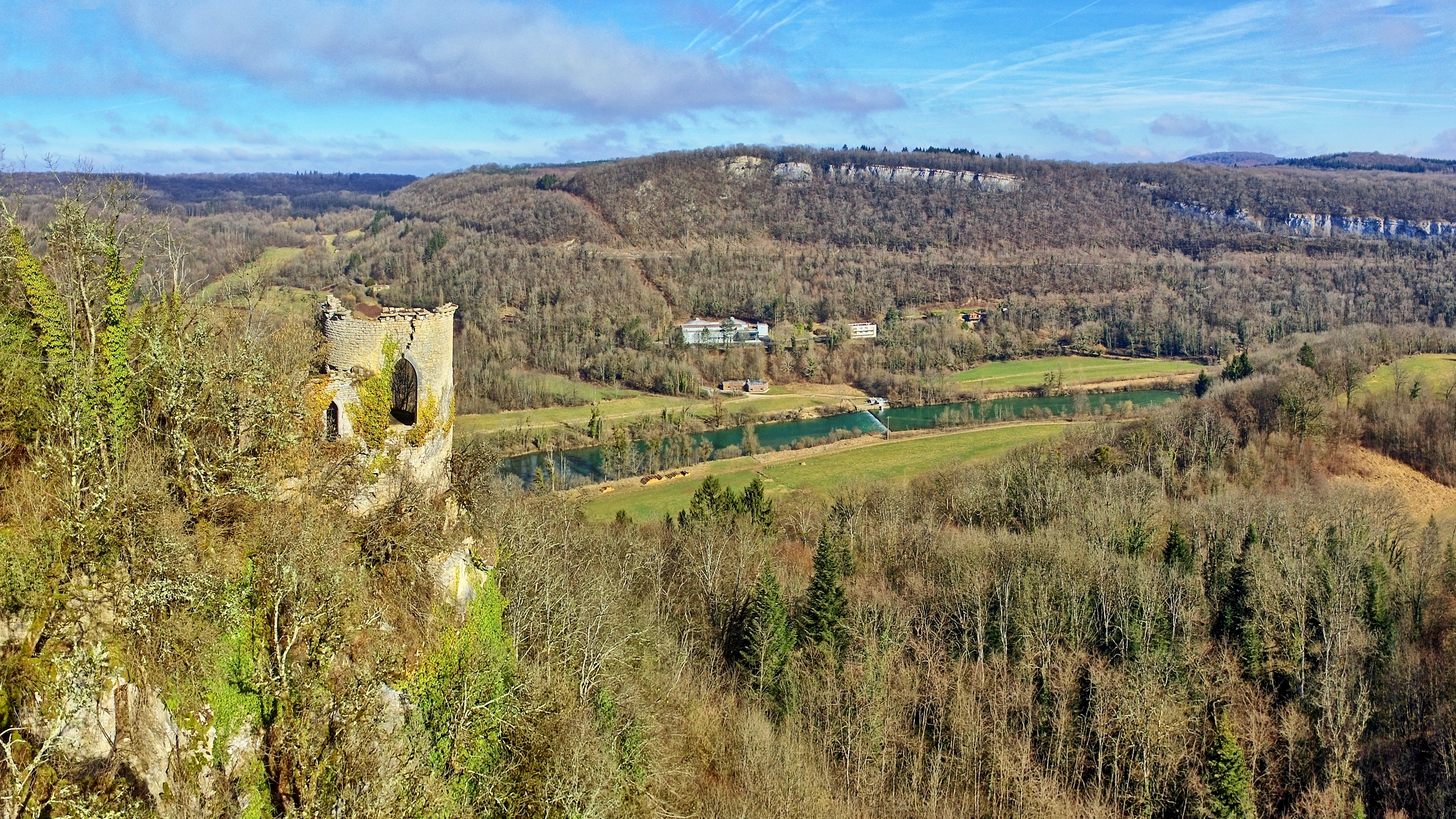
Les ruines du château de Charencey au-dessus de la vallée de la Loue.

## Histoire
Cité au XIIe siècle, ce site castral de plus de trois hectares, était divisé en deux parties : châtel-devant (famille d'Andelot) et châtel-derrière (famille d'Arguel). Le château fut puissamment adapté aux armes à feu en 1408, sur ordres de Jean III de Chalon-Arlay.  
Lors de la guerre de Dix Ans, un conseil de guerre se tint au sein du château au mois de mai 1636. Le mois suivant, en juin 1636, les Français vinrent l'assiéger, en vain... 
Les ruines, totalement délaissées, présentent les prémices des fortifications bastionnées en comté de Bourgogne. Ce site présente un florilège de plus de vingt-cinq bouches à feu et trois fronts de défense successifs. Il subsistait, au début  du XXe siècle, de nombreux vestiges qui ont partiellement disparus, notamment le second donjon.

## Description

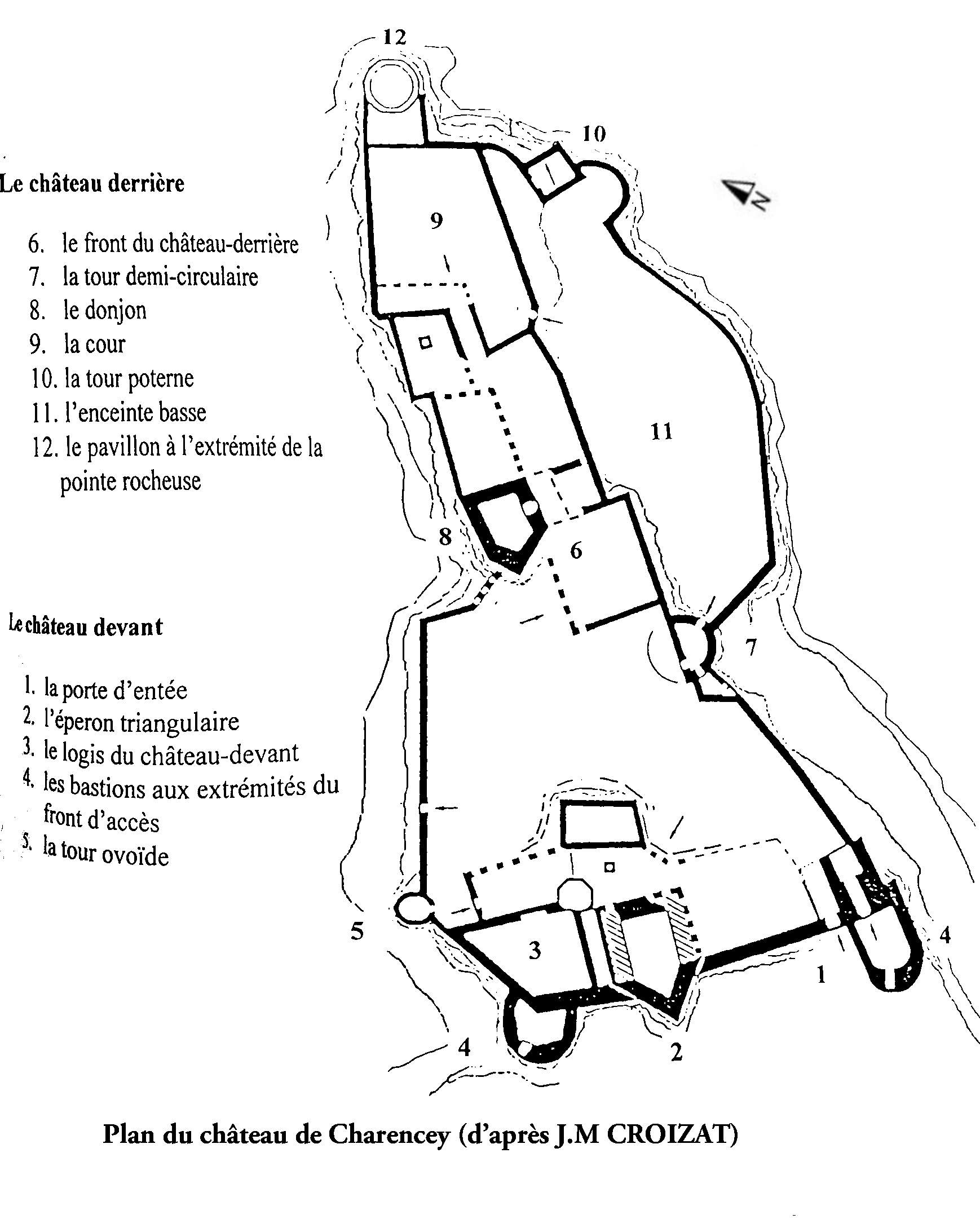
Plan du château (d'après J.M. Croizat).

Protégé par les parois calcaires abruptes sur trois côtés, seul son côté ouest était équipé d'un système de défense constitué d'une courtine, avec éperon central, flanquée de deux tours : une grosse tour carrée au sud, une plus petite et ronde au nord. Les deux tours et la muraille  étaient équipées de mâchicoulis.
Pour accéder à la place d'armes, il fallait s'engager dans un passage voûté, percé de meurtrières, et terminé par une herse de fer.
Un second rempart protégeait la partie du château où se trouvaient les appartements, le donjon, la chapelle et la cour d'honneur. Tout au bout, à l'extrémité est du château, une belle tour ronde aux fenêtres ogivales offrait une vue panoramique sur la vallée de la Loue.

## Galerie

Château devant
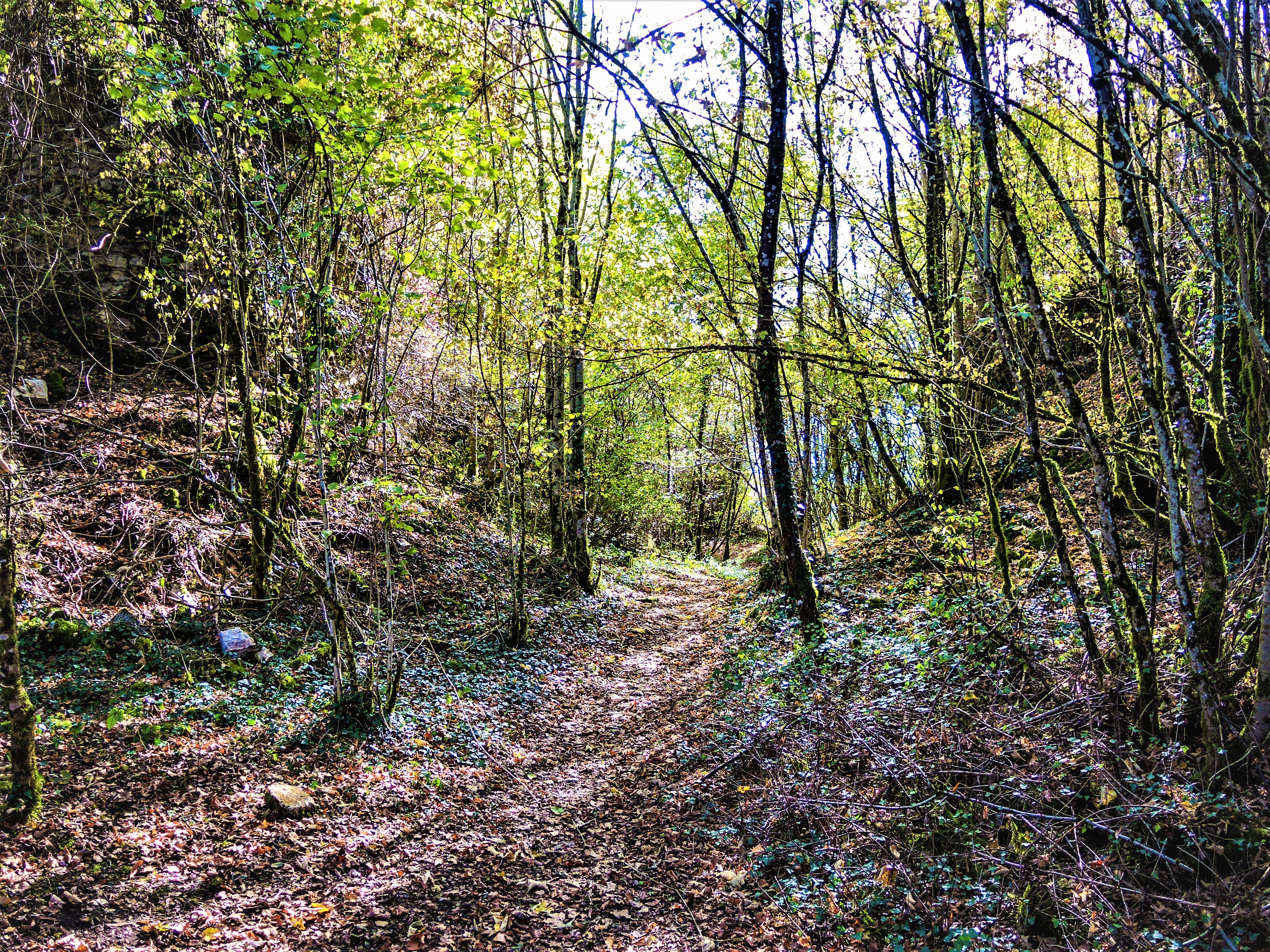
Fossé défensif.
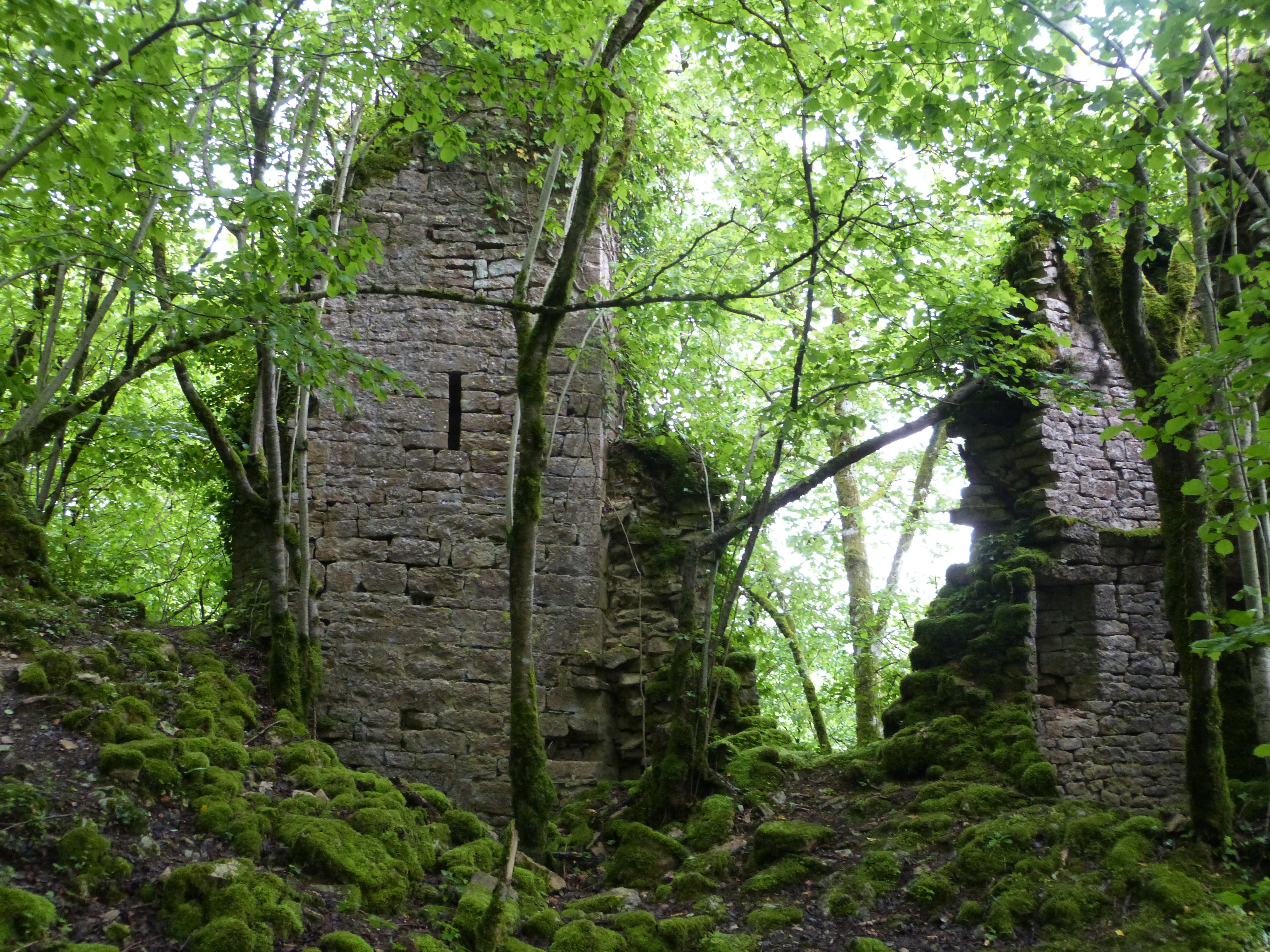
Première muraille défensive.
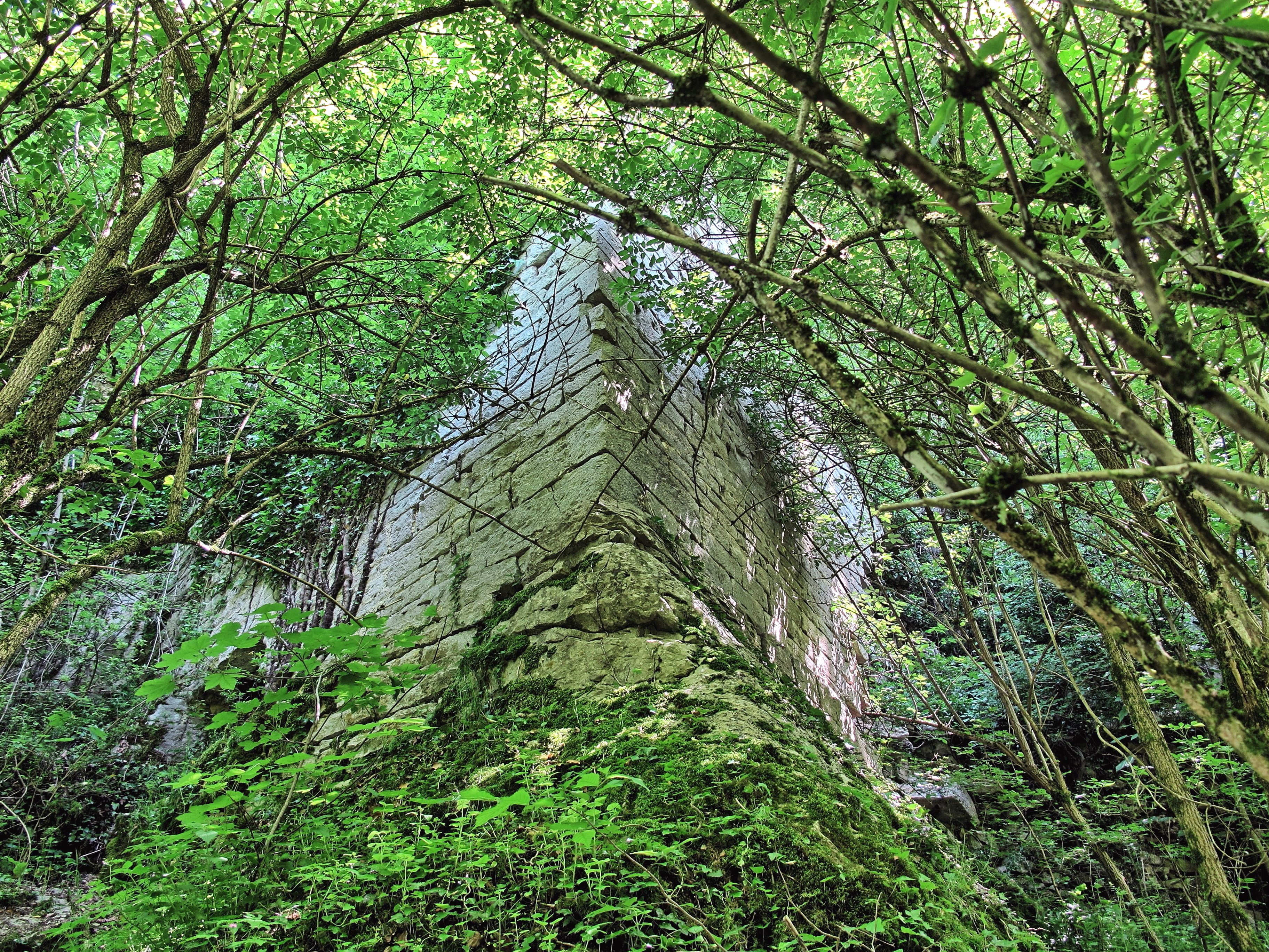
Éperon de la muraille défensive.
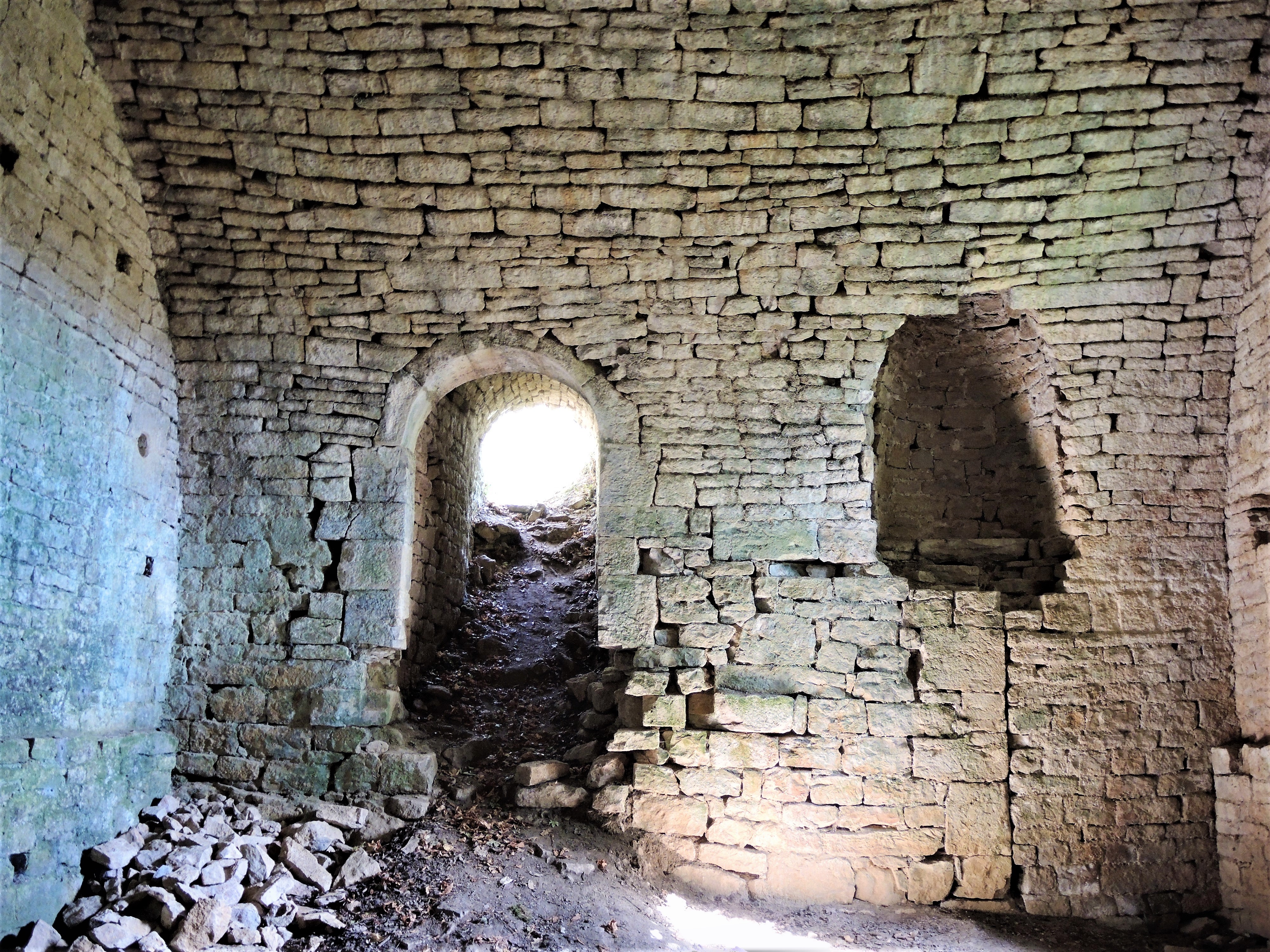
Salle basse de la tour carrée sud-est.
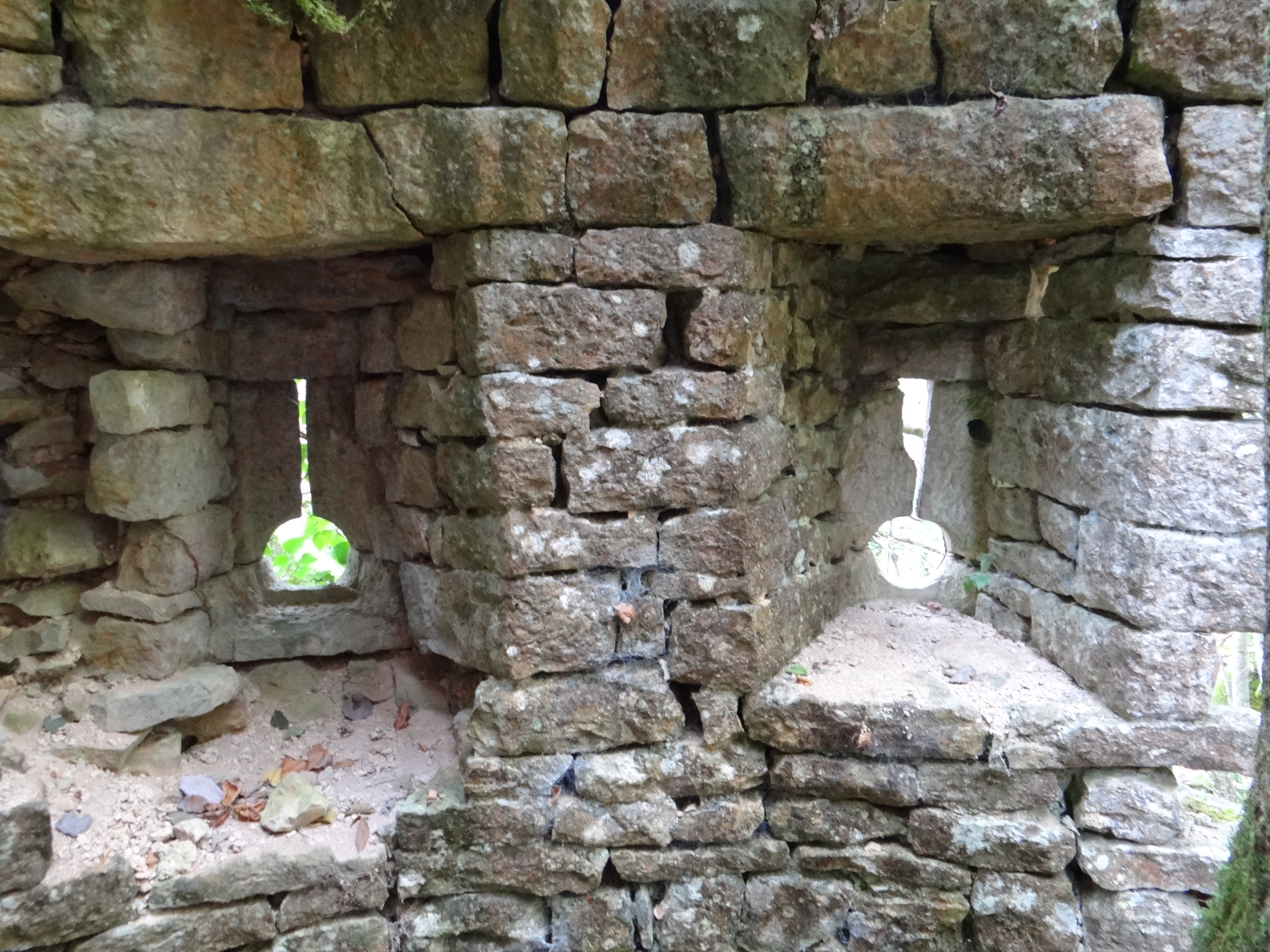
Détail de la ligne défensive de la tour bastionnée.

Château derrière
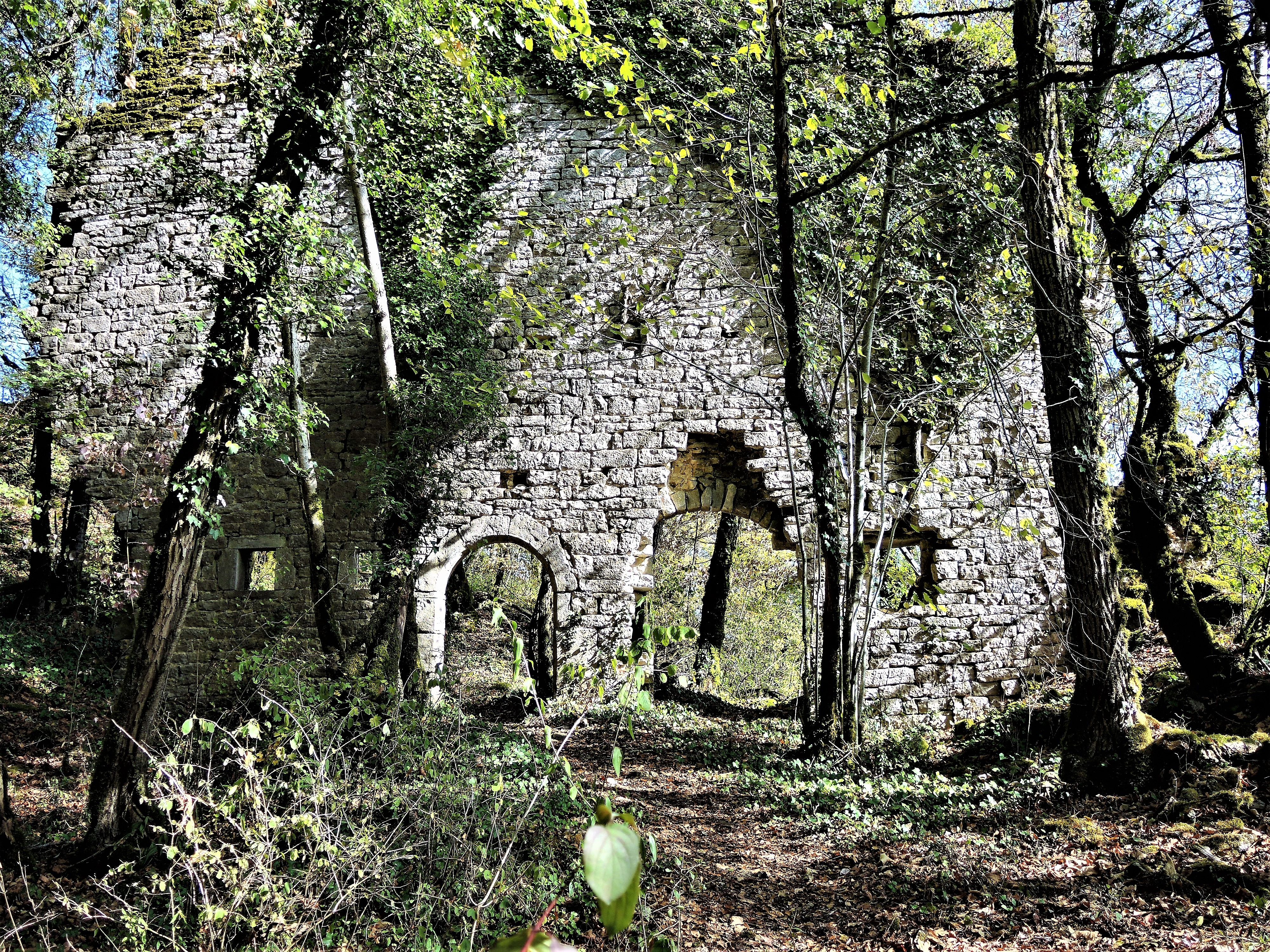
Muraille protégeant le château derrière.
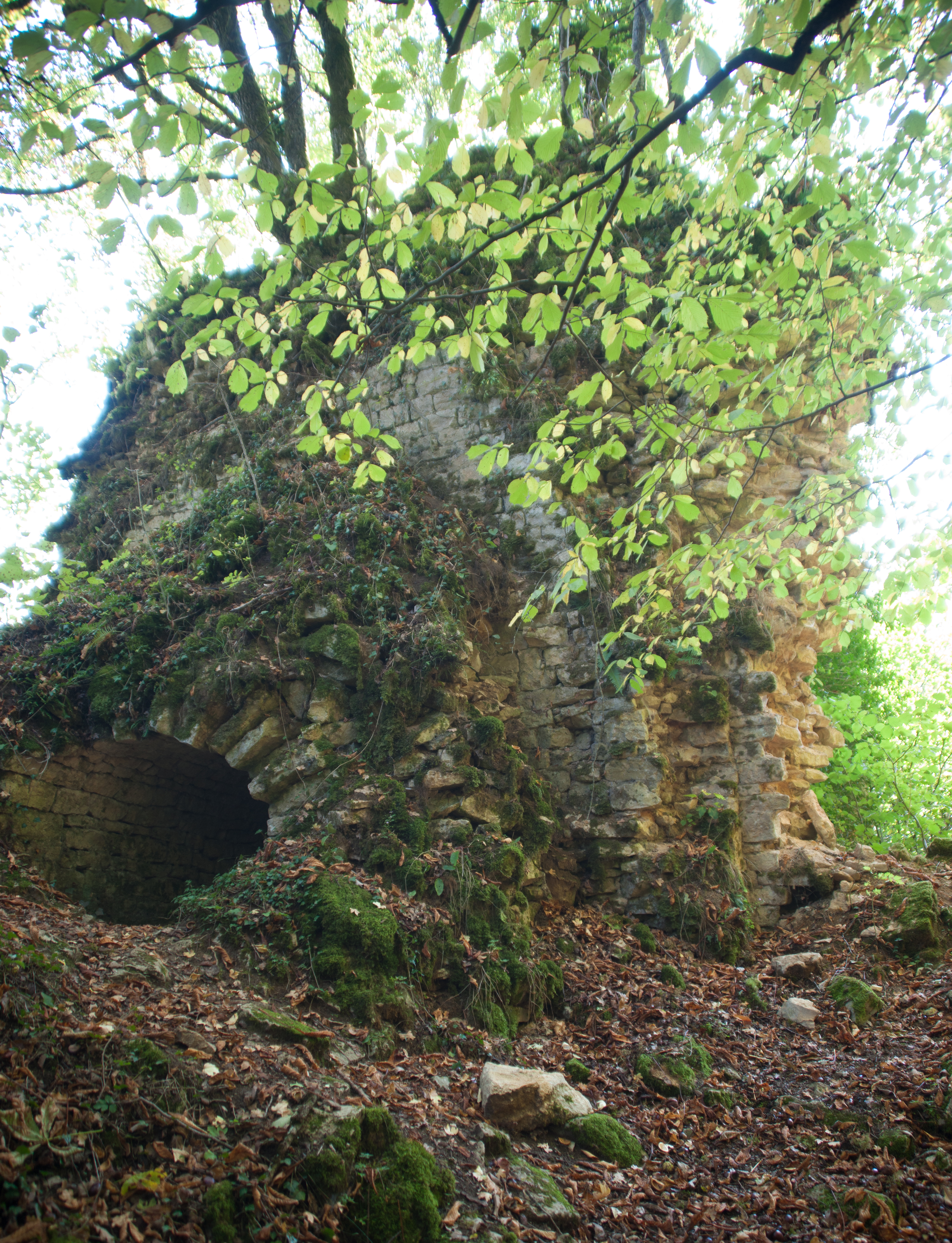
Accès au bastion nord-est.
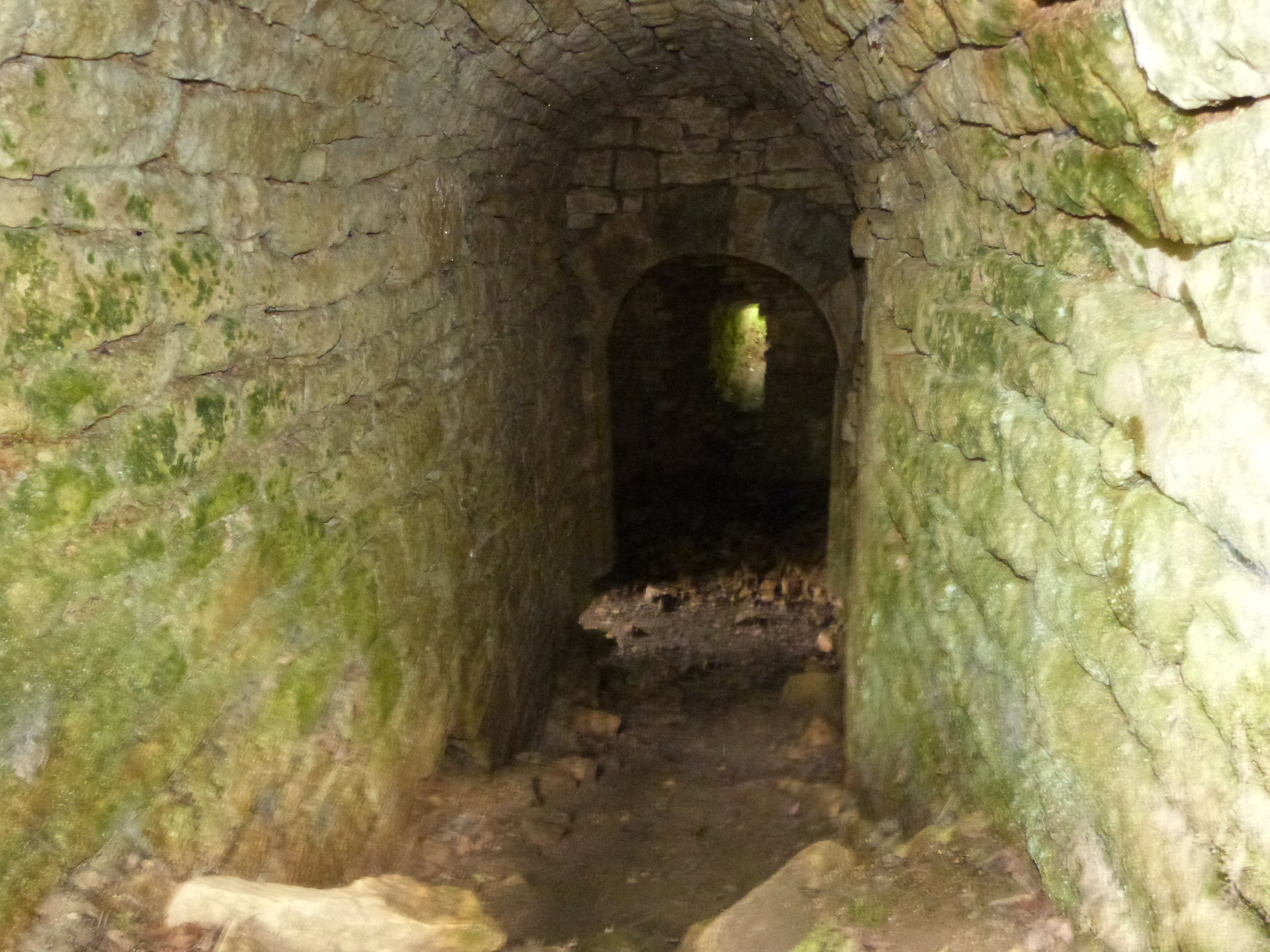
Bastion nord-est
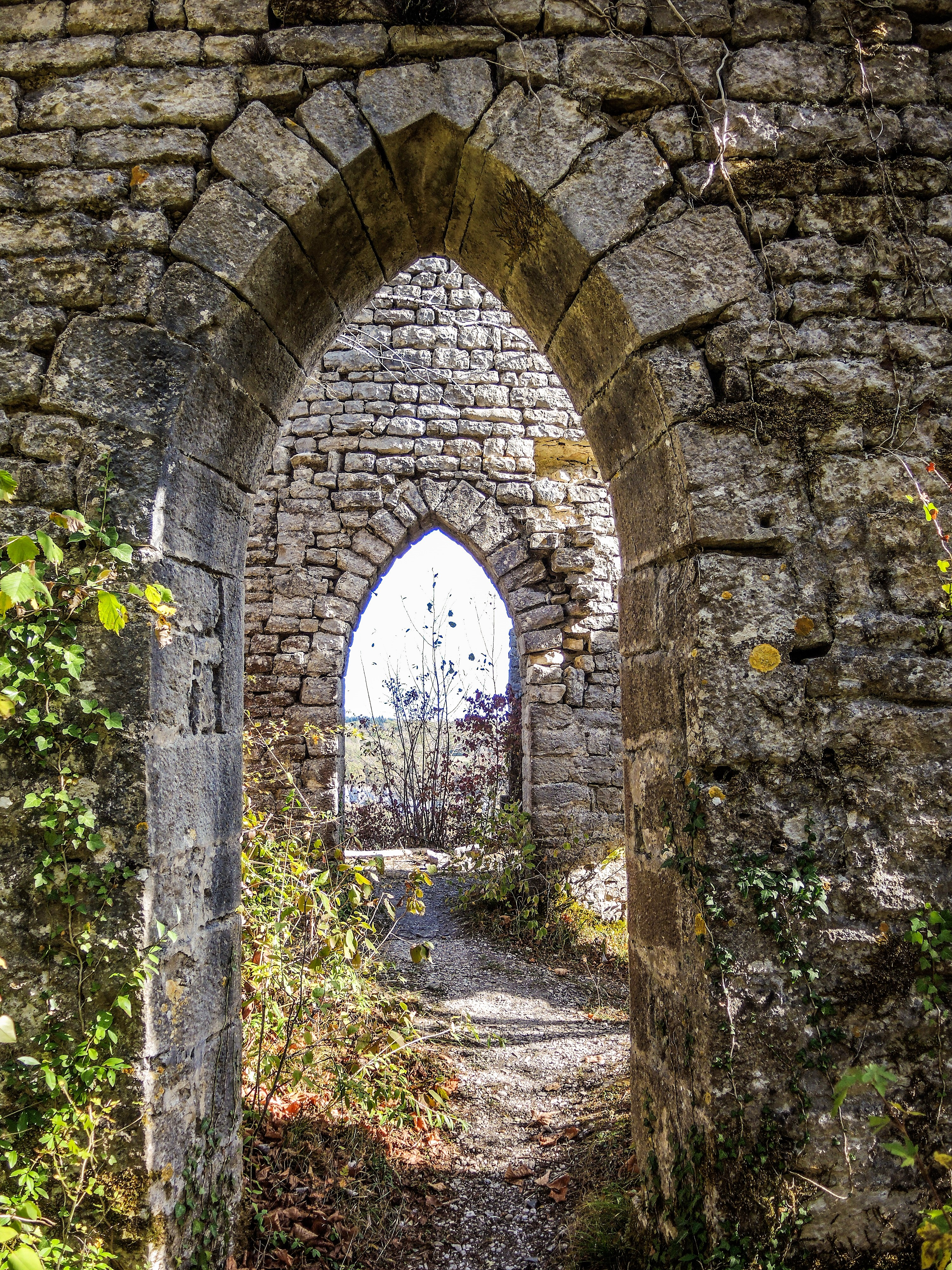
Passage vers l'extrémité est.
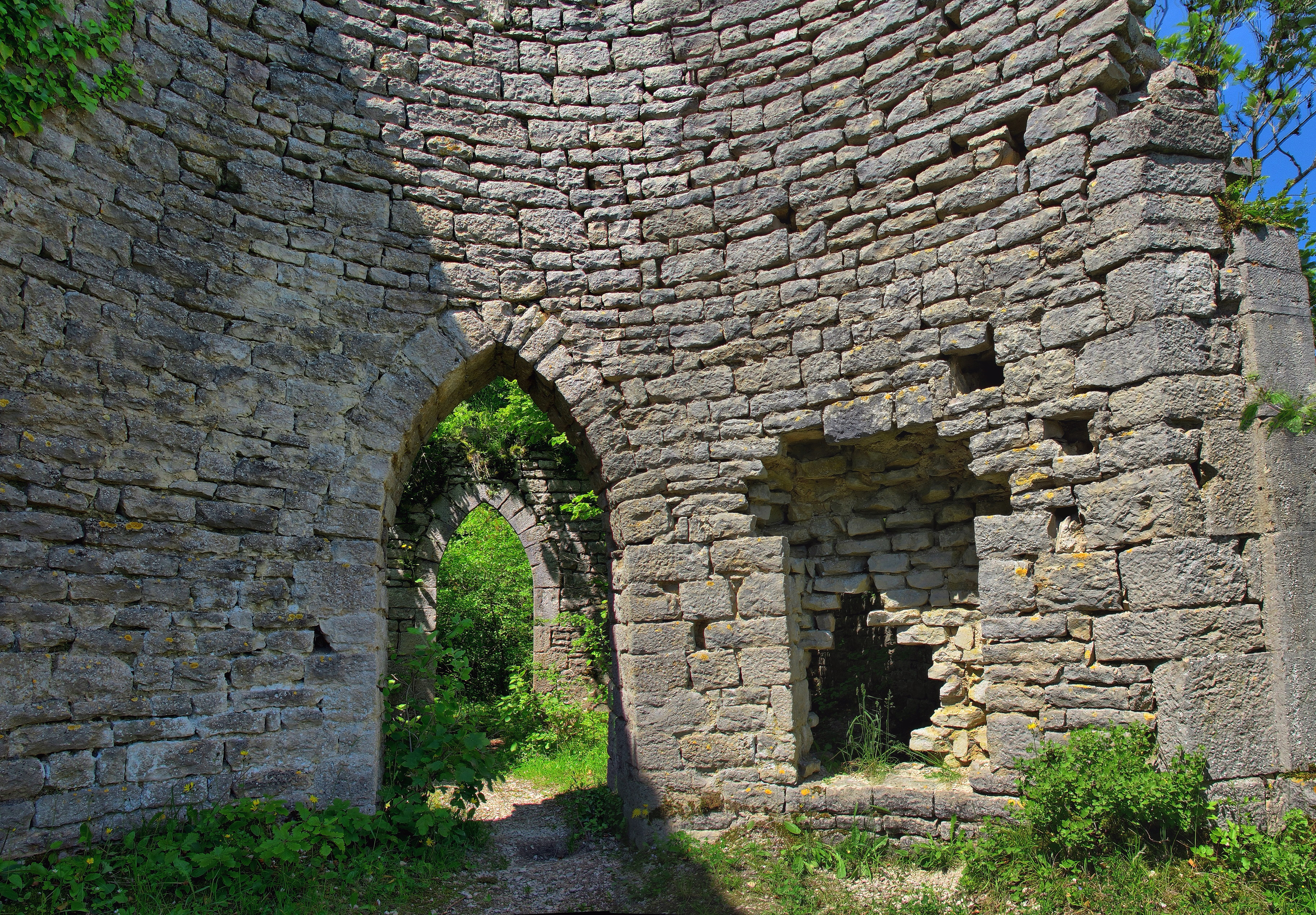
Intérieur de la tour ronde.